# کوستا دیادما
کوستا دیادما (به انگلیسی: Costa Diadema) یک کشتی است که طول آن ۳۰۶ متر (۱٬۰۰۳ فوت ۱۱ اینچ) می‌باشد. این کشتی در سال ۲۰۱۴ ساخته شد.